# Salvadori-fácán
A Salvadori-fácán (Lophura inornata) a madarak osztályának tyúkalakúak (Galliformes) rendjébe és a fácánfélék (Phasianidae) családjába tartozó faj.

## Elnevezése
Magyar nevét leírójáról, Tommaso Salvadori olasz ornitológusról kapta és nem a közép-amerikai országról, Salvadorról.

## Előfordulása
Az Indonéziához tartozó Szumátra szigetének hegyvidéki esőerdeiben honos.

## Megjelenése
A testhossza 46-55 centiméter.